# ポーニー郡 (オクラホマ州)
ポーニー郡 (Pawnee County) はアメリカ合衆国オクラホマ州に位置する郡である。2000年現在、人口は16,612人である。ここの郡庁所在地はポーニーである。

## 地理
アメリカ合衆国統計局によると、この郡は総面積1,541 km2 (595 mi2) である。このうち1,475 km2 (569 mi2) が陸地で66 km2 (25 mi2) が水地域である。総面積の4.27%が水地域となっている。

### 隣接する郡
- オーセージ郡  (北)
- タルサ郡  (南東)
- クリーク郡  (南)
- ペイン郡  (南西)
- ノーブル郡  (西)

## 人口動勢
2000年現在の国勢調査で、この郡は人口16,612人、6,383世帯、及び4,748家族が暮らしている。人口密度は11/km2 (29/mi2) である。5/km2 (13/mi2) の平均的な密度に7,464軒の住宅が建っている。この郡の人種的な構成は白人82.27%、アフリカン・アメリカン0.69%、先住民12.13%、アジア0.20%、太平洋諸島系0.05%、その他の人種0.24%、及び混血4.42%である。ここの人口の1.16%はヒスパニックまたはラテン系である。
この郡内の住民は26.50%が18歳未満の未成年、18歳以上24歳以下が7.30%、25歳以上44歳以下が26.20%、45歳以上64歳以下が25.20%、及び65歳以上が14.80%にわたっている。中央値年齢は38歳である。女性100人ごとに対して男性は97.40人である。18歳以上の女性100人ごとに対して男性は94.40人である。
この郡内の世帯ごとの平均的な収入は31,661米ドルであり、家族ごとの平均的な収入は37,274米ドルである。男性は29,946米ドルに対して女性は21,069米ドルの平均的な収入がある。この郡の一人当たりの収入 (per capita income) は15,261米ドルである。人口の13.00%及び家族の9.60%は貧困線以下である。全人口のうち18歳未満の16.60%及び65歳以上の13.80%は貧困線以下の生活を送っている。

## 都市及び町
| - ブラックバーン - クリーブランド - Hallett - Jennings | - Maramec - Mule Barn - Mule Barn - オークグローブ | - ポーニー - Quay - Ralston - Shady Grove | - Skedee - Terlton - ウエストポート |

## NRHP 遺跡
ポーニー郡内の以下の遺跡はw:National Register of Historic Placesの名簿に記載されている：
| - Arkansas Valley National Bank、ポーニー - ブラックバーンメソジスト教会、ブラックバーン - Blue Hawk Peak Ranch、ポーニー - Corliss Steam Engine、ポーニー - Mullendore Mansion、クリーブランド - Pawnee Agency and Boarding School Historic District、ポーニー | - Pawnee Armory、ポーニー - ポーニー郡庁舎、ポーニー - Pawnee Indian Agency、ポーニー - Pawnee Municipal Swimming Pool and Bathhouse、ポーニー - Ralston Opera House、Ralston |

1. ↑   Find a County, National Association of Counties 2011年6月7日閲覧。
2. ↑   American FactFinder, United States Census Bureau 2008年1月31日閲覧。